# Tomolamia irrorata
Tomolamia irrorata är en skalbaggsart som beskrevs av Auguste Lameere 1893. Tomolamia irrorata ingår i släktet Tomolamia och familjen långhorningar.
Artens utbredningsområde är Gabon. Inga underarter finns listade i Catalogue of Life.